# 杨圪塄街道
杨圪塄街道是中华人民共和国内蒙古自治区包头市东河区下辖的一个街道办事处。

## 行政区划
杨圪塄街道下辖以下村级行政区划单位：
老虎沟社区和公石社区。